# 金曲バイパス
金曲バイパス（かねまがりバイパス）は、福島県耶麻郡猪苗代町にある国道49号のバイパス道路。

## 概要
猪苗代町金田金曲地内の国道49号は幅員が11mと狭く通学路としての安全性を欠いており、また集落内での騒音の被害が大きかった。そのため集落を迂回するバイパスが建設され、2005年11月21日に開通した。

### 路線データ
- 起点：耶麻郡猪苗代町金田
- 終点：耶麻郡猪苗代町金田
- 全長：1.8km

## 橋梁
- 月輪大橋（長瀬川）